# Кассіна плямиста
Кассіна плямиста (Kassina maculata) — вид земноводних з роду Кассіна родини Жаби-стрибунці.

## Опис
Загальна довжина досягає 6—7,2 см. Спостерігається статевий диморфізм: самиці більші за самців. Тіло мішкувате з витягнутою мордою і опуклими очима. У самців розвинений складчастий горловий мішок. Загальний тон забарвлення спини золотаво-коричневий з малюнком і темно-коричневих плям різного розміру і форми з золотавою облямовкою. Під пахвами розташовані невеликі помаранчево-червоні плями, внутрішня сторона стегон — помаранчева, що є відмінною рисою цього виду.

## Спосіб життя
Полюбляє савани з вологістю 60—90%. Веде наземний спосіб життя, ховаючись під корчами і закопуючи у ґрунт на 2—3 літніх спекотних місяця. Активна вночі. Живиться безхребетними, цвіркунами, кониками, міллю.
Парування починається із сезону дощів. Розмножується у глибоких тимчасових водоймищах і ставках. Самиця відкладає до 200 яєць.

## Розповсюдження
Мешкає уздовж узбережжя південної та східної Африки: від Кенії до Південно-Африканської Республіки. Зустрічається також у Малаві та Зімбабве.